# Aeródromo Marina de Rapel
El Aeródromo Marina de Rapel (OACI: SCMZ) es un terminal aéreo localizado a 1.7 kilómetros al noreste de El Manzano, Provincia de Cachapoal, Región del Libertador General Bernardo O'Higgins, Chile. Es de propiedad privada.